# 屏欣苑

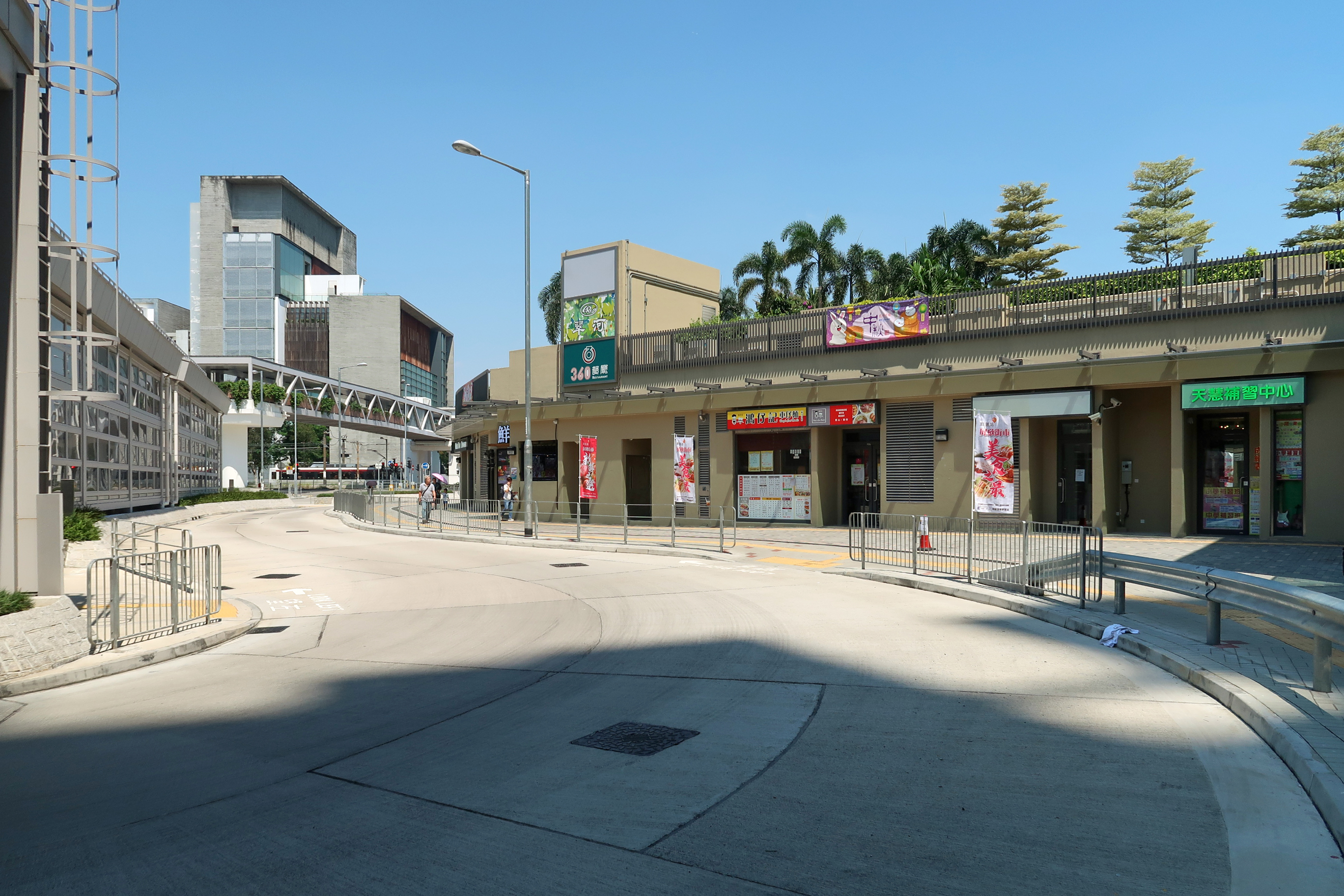
屏欣商場內的商店

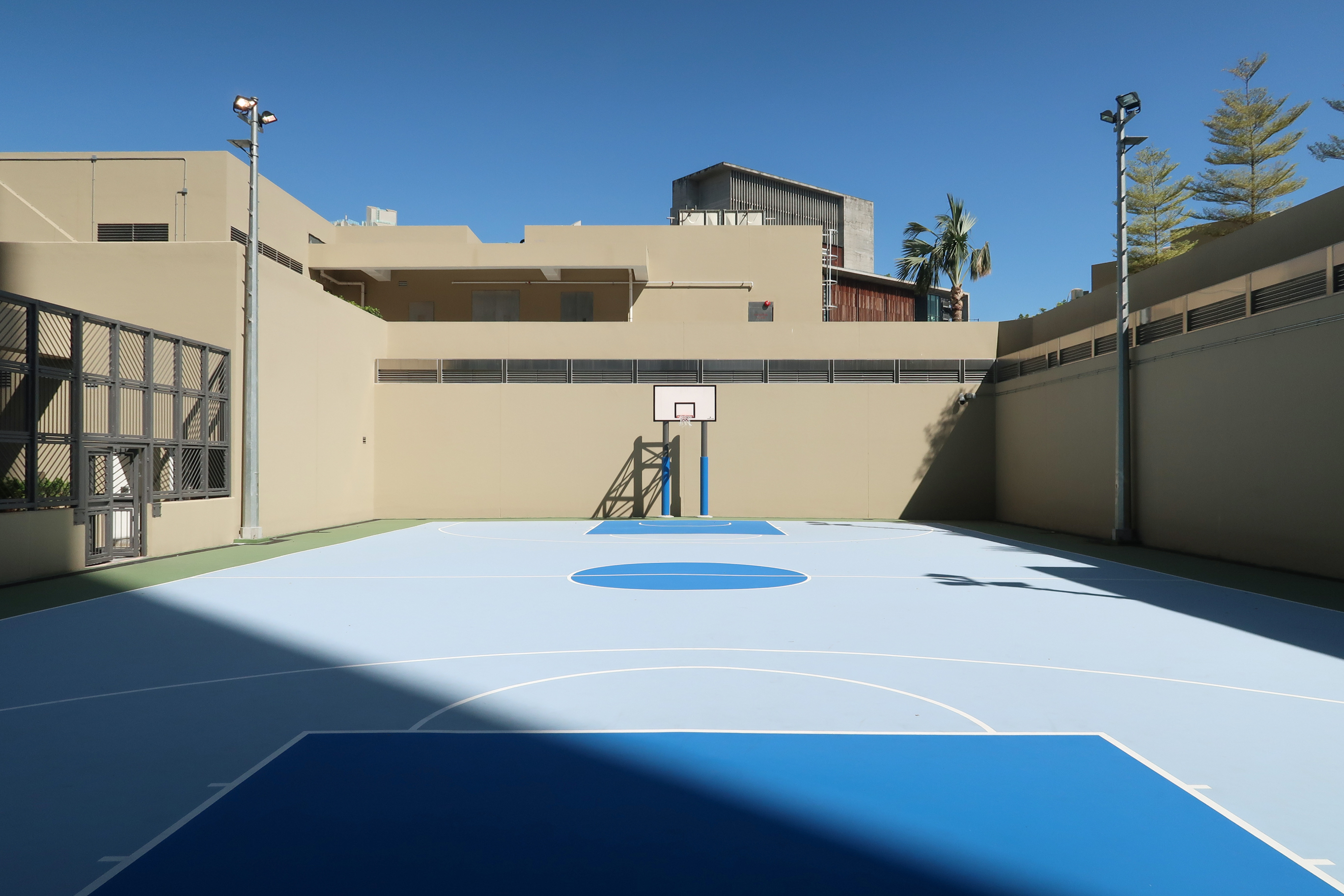
籃球場

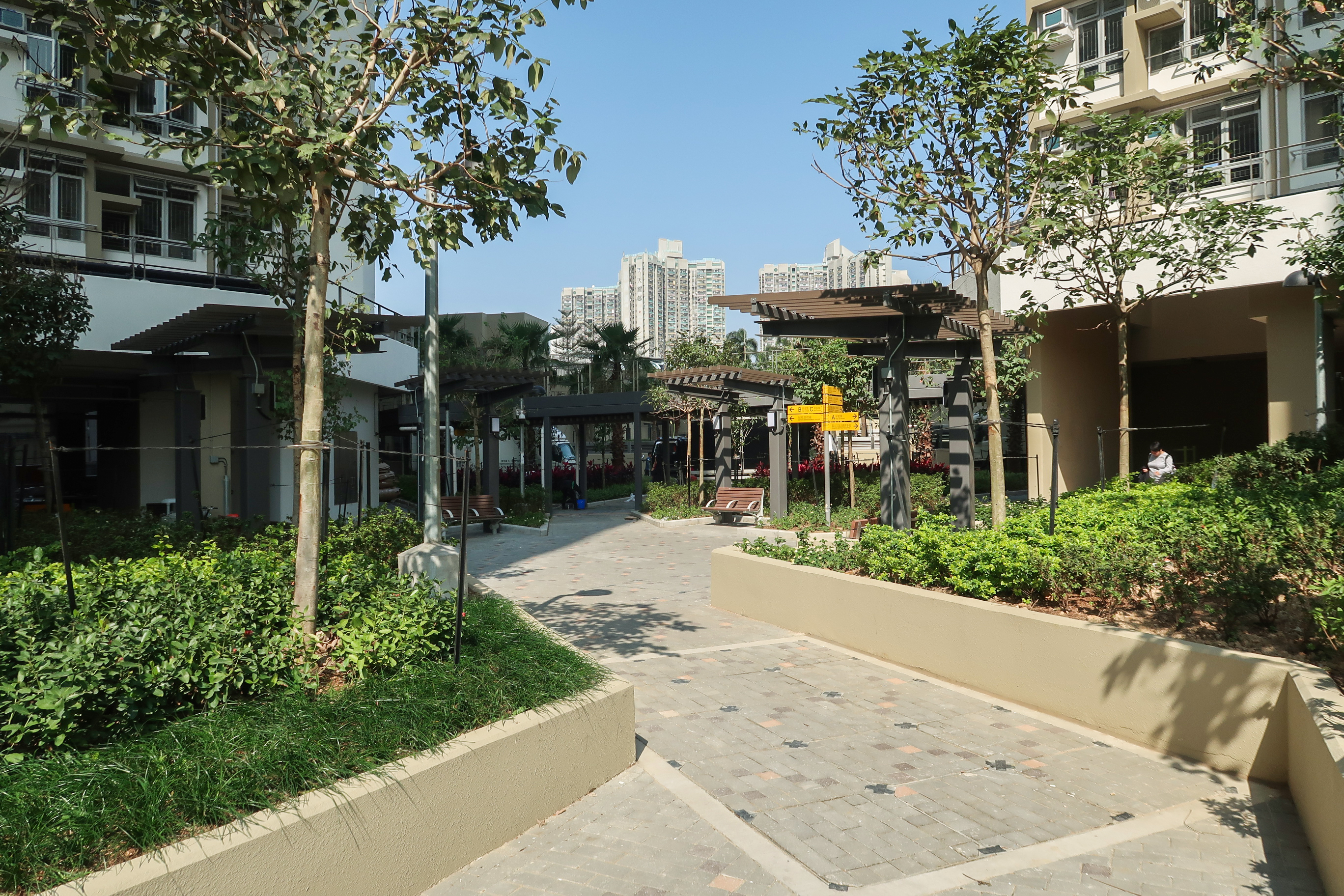
庭院

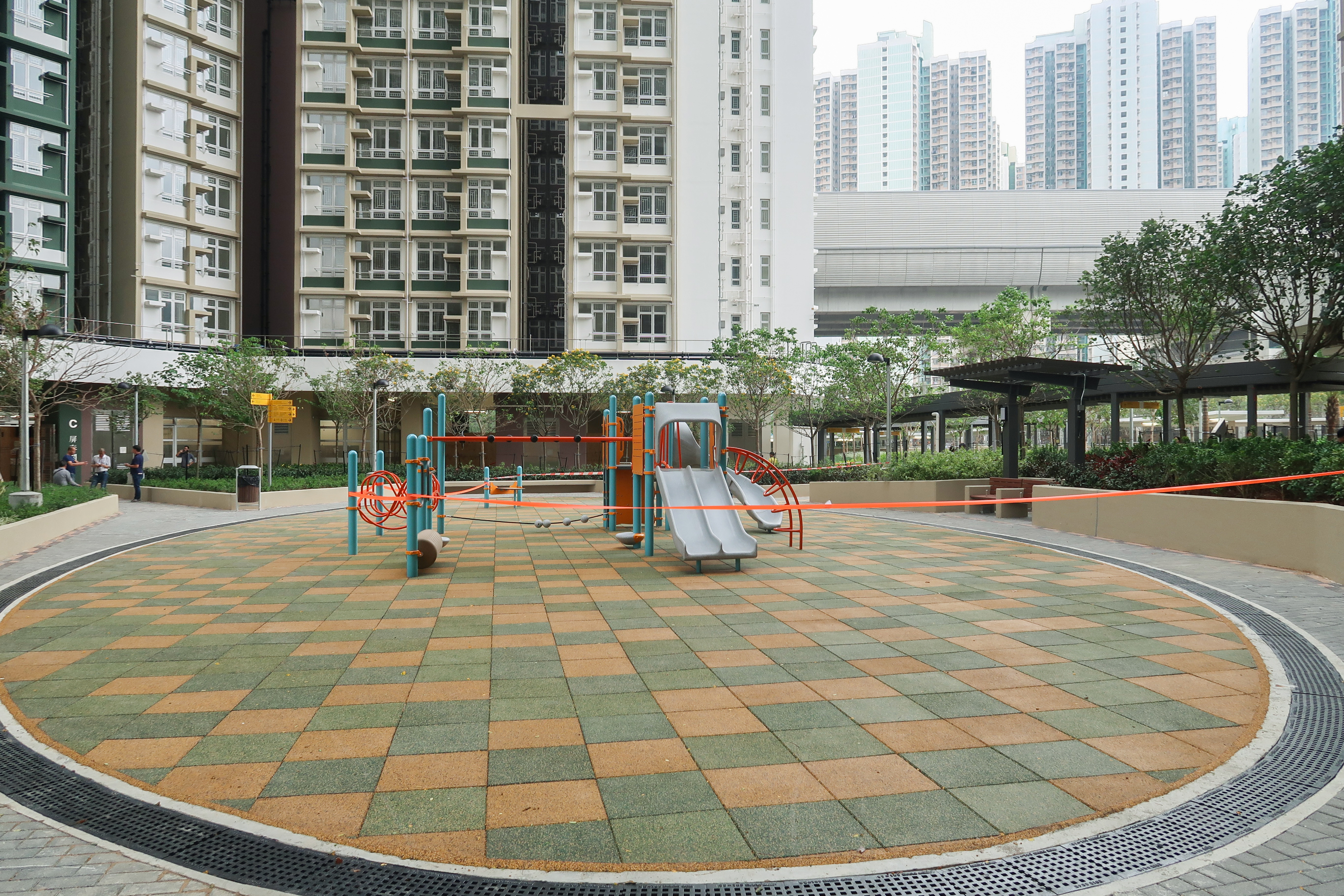
兒童遊樂場

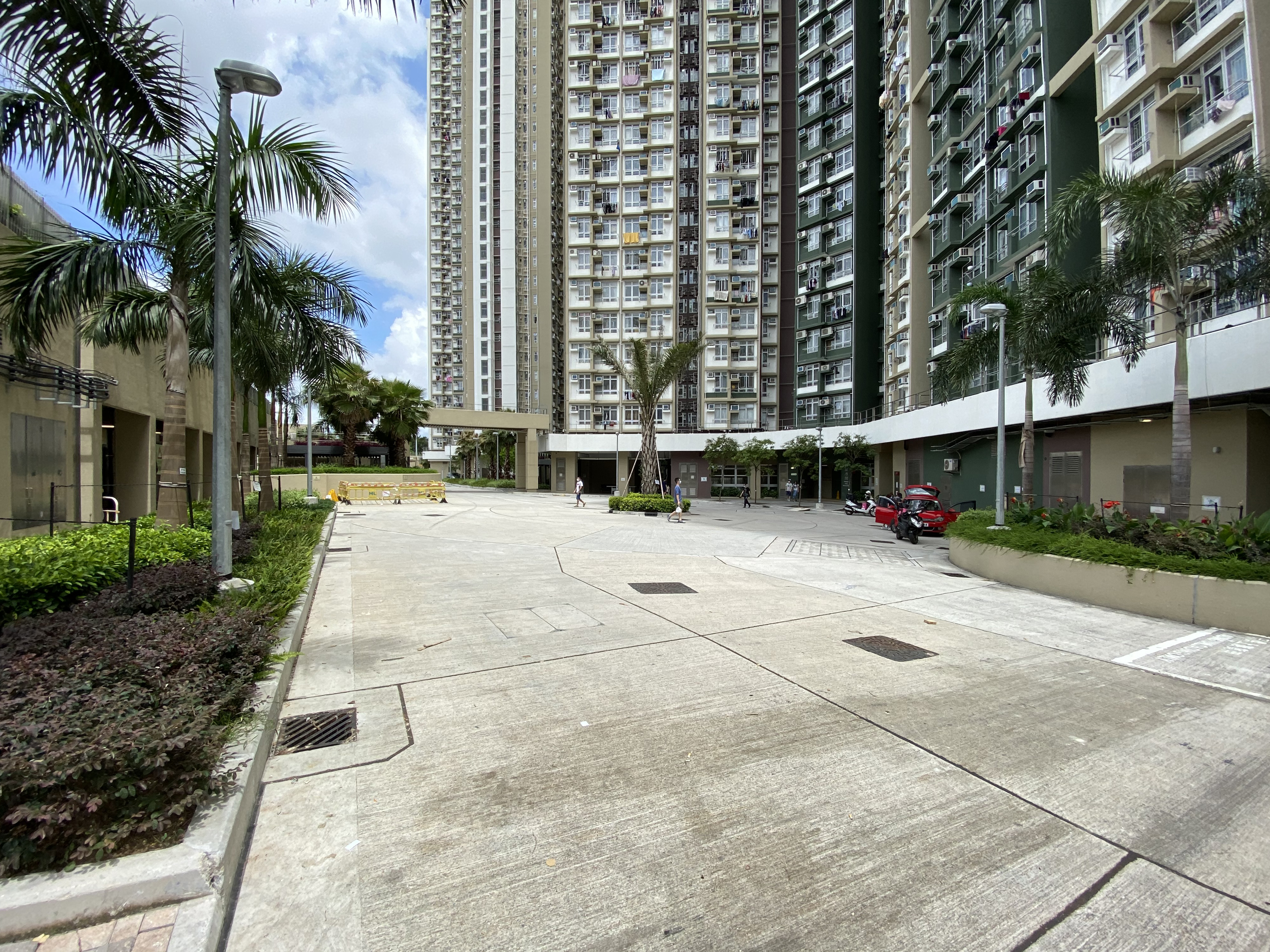
行車通道

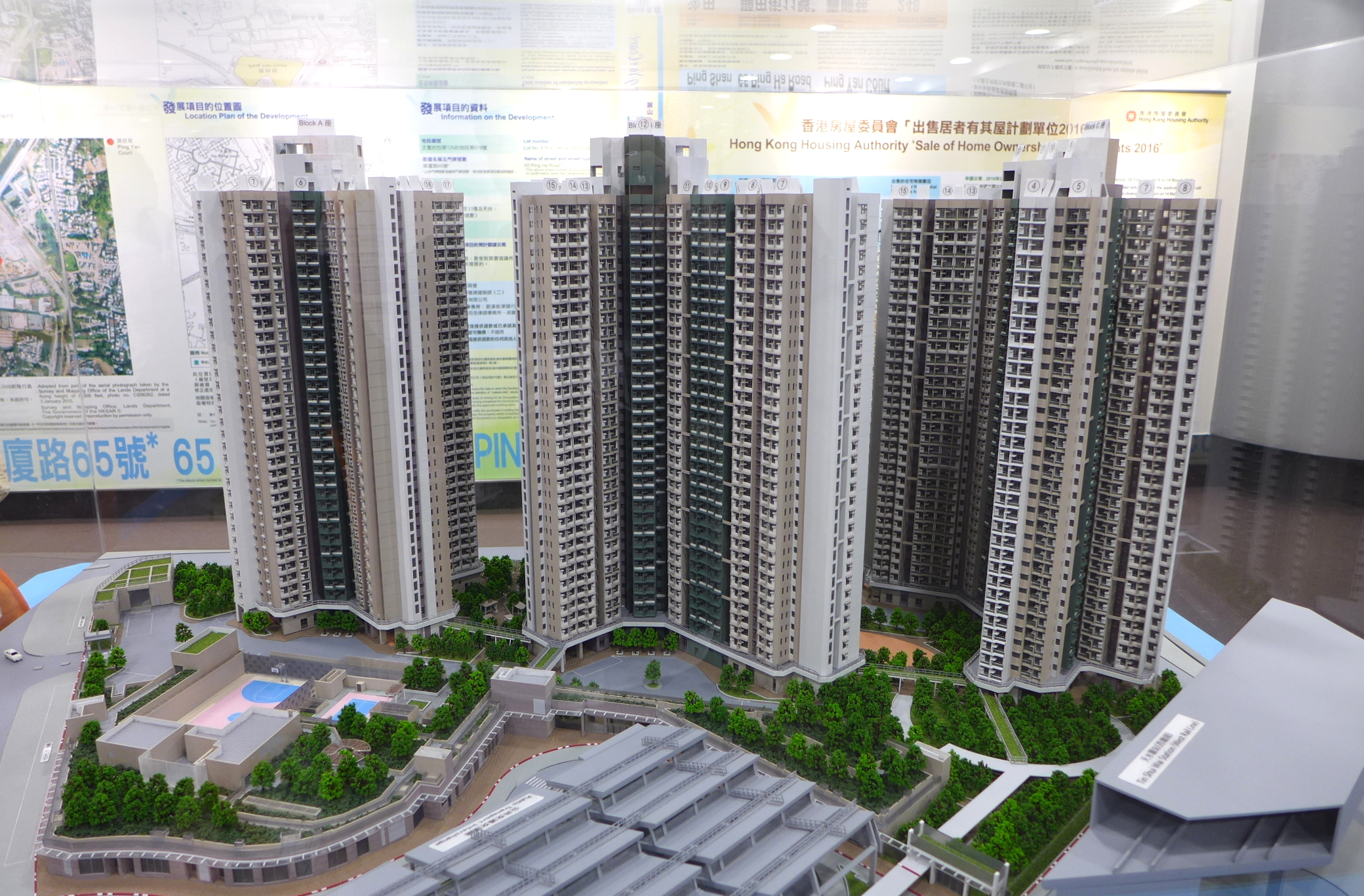
屏欣苑模型

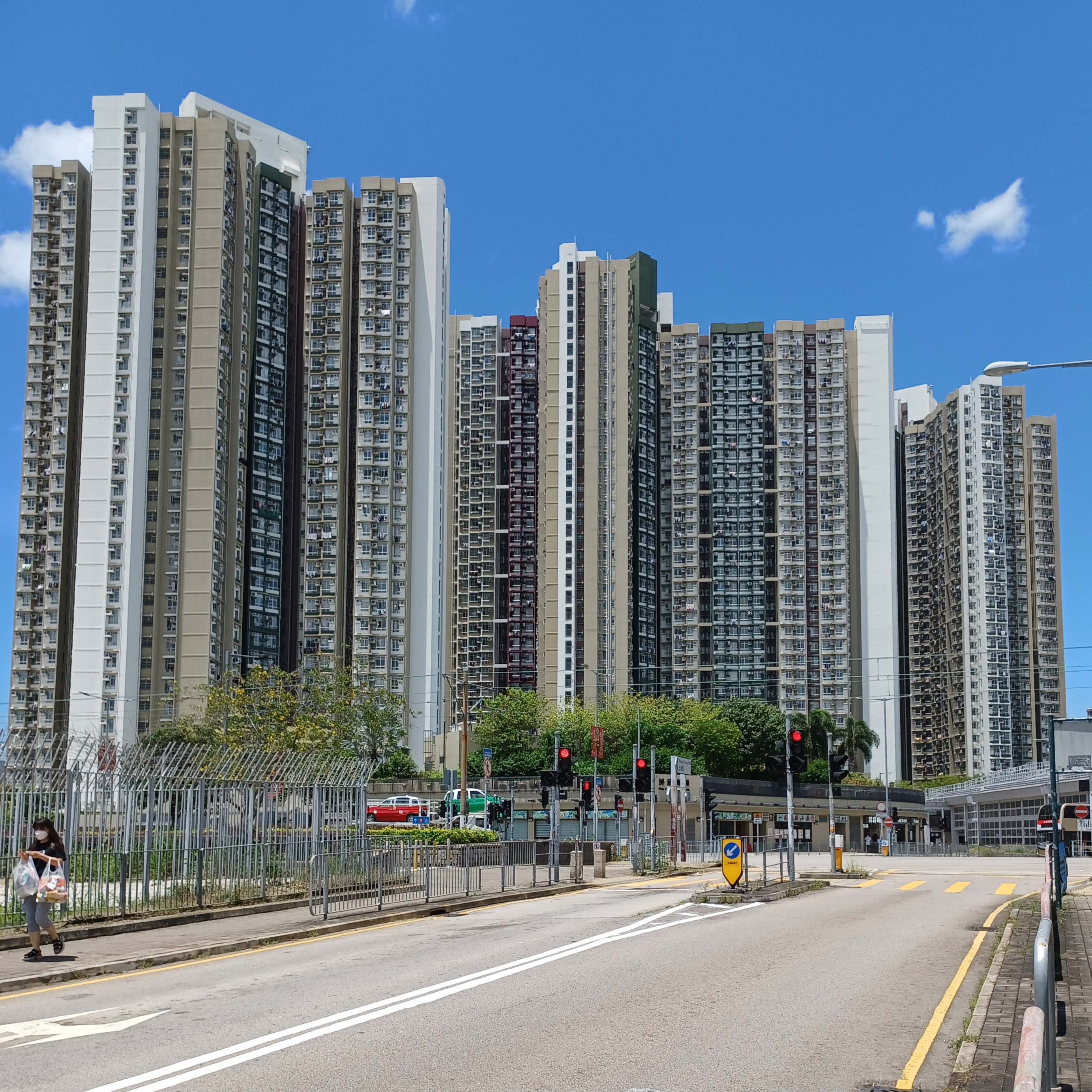
聚星路望向屏欣苑

屏欣苑（英語：Ping Yan Court）是香港房屋委員會的居屋屋苑之一，項目編號為YL45，由房屋署總建築師（2）及周林建築師事務所設計，協興建築承建，位於香港新界元朗區屏山屏廈路65號。
該位置原本規劃為港鐵天水圍站上蓋私人住宅項目。到了2013年7月，政府在大增公營房屋的壓力下，將土地改劃為居屋，成為「出售居者有其屋計劃單位2016」的2個屋苑之一。屋苑於2018年9月27日獲發入伙紙，2018年10月落成入伙。承建商為協興工程有限公司，管理公司為其士富居物業管理有限公司。

## 屋苑資料

### 樓宇
屏欣苑位於屏山鄧族各村代表共同確認之風水線之內，經房屋署與屏山鄧族共同磋商後，最終確定以3座，每座樓高33層的設計，以尊重當地的風水佈局。屋苑單位的實用面積約376至574平方呎。除首次出現165間三房單位（設於屏愛閣7、8及11室、屏彥閣6室及屏泰閣15室）外，亦提供1749個一房單位及660個兩房單位。大廈採用非標準設計大廈設計，與上一期「出售居者有其屋計劃單位2014」的五個屋苑相同，住戶需自行間房。可是屏彥閣每層多達34伙，較首批位於元朗的新居屋宏富苑每層22伙還要多。屋苑售價為149.7萬元至316.4萬元。
屋苑首次銷售時有9伙撻訂，並全數撥入居屋2019出售；而所有重售單位已於2019年12月17日售罄。
| 樓宇名稱（座號） | 門牌號碼   | 樓宇類型                        | 落成年份 | 樓宇層數 （住宅層數） | 每層伙數 | 單位數目（伙） | 建築師                                 | 承建商   | 提供升降機的廠商 |
| ---------------- | ---------- | ------------------------------- | -------- | --------------------- | -------- | -------------- | -------------------------------------- | -------- | ---------------- |
| 屏愛閣（A座）    | 屏廈路65號 | 非標準設計大廈 （X字型設計）    | 2018年   | 33                    | 19       | 627            | 房屋署總建築師（2）、 周林建築師事務所 | 協興建築 | 三菱             |
| 屏彥閣（B座）    | 屏廈路65號 | 非標準設計大廈 （X字型設計）    | 2018年   | 33                    | 34       | 1,122          | 房屋署總建築師（2）、 周林建築師事務所 | 協興建築 | 三菱             |
| 屏泰閣（C座）    | 屏廈路65號 | 非標準設計大廈 （其他類型設計） | 2018年   | 33                    | 20       | 660            | 房屋署總建築師（2）、 周林建築師事務所 | 協興建築 | 三菱             |

### 設施

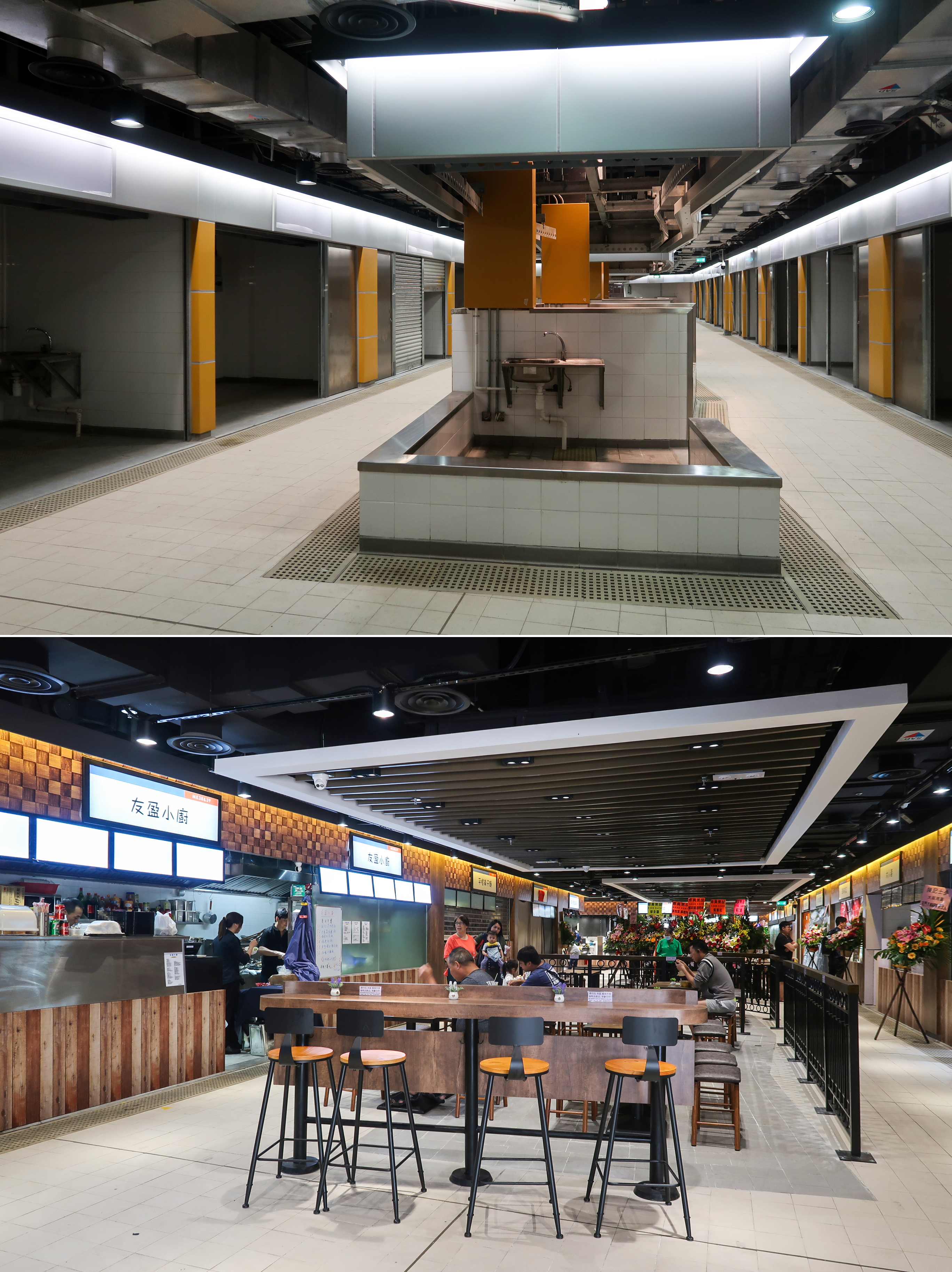
街市在屋苑入伙初期仍空置中，經過改建和裝修後在2019年6月開業

屋苑內設籃球場、羽毛球場、兒童遊樂場和休憩花園。停車場設於地底。而屋苑主入口外亦附設商場（屏欣商場），設有12間商舖及外判承辦商「好眼光」承租的街市，命名為「鮮匯站·屏欣」（現已改名為「屏欣冷氣街市」），總出租面積2,500平方米。街市經改建和裝修後在2019年6月開業。不過街市人流偏低，部分檔位在開業一年後已經結業。現時街市內設有美食廣場。
2018年11月開業初期設臨時電器店及五金店，電器店月租更高達42萬，到2019年2月結業。商戶包括惠康超級市場、7-11便利店、補習中心、洗衣店、藥房、盛烘焙列車麵包店、鴻仔記車仔麵、Café 360（現已更名為牡丹亭）、翠河餐廳和一品餐廳小廚。

## 圖片庫

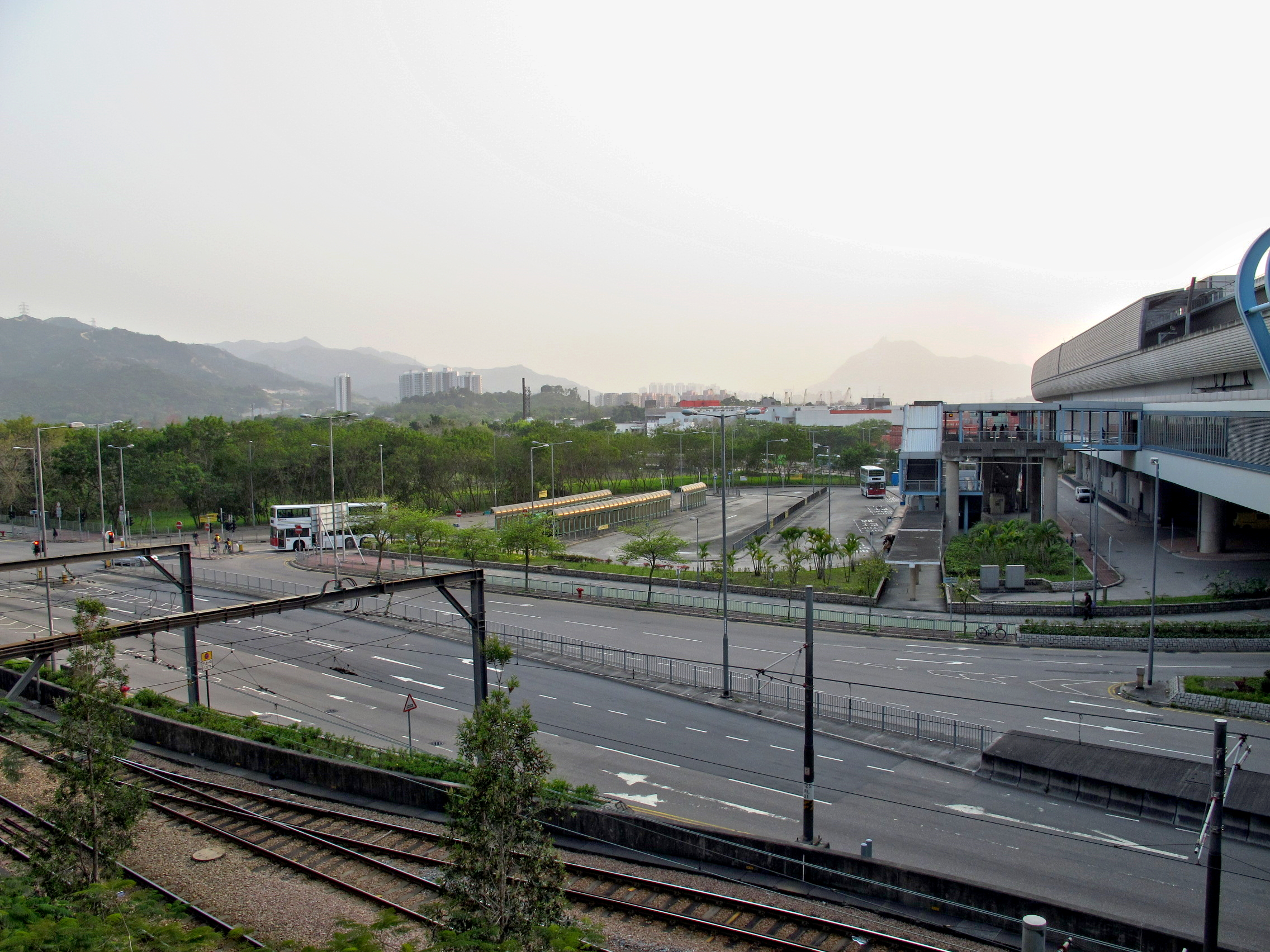
動工前的屏欣苑位置（2012年3月）
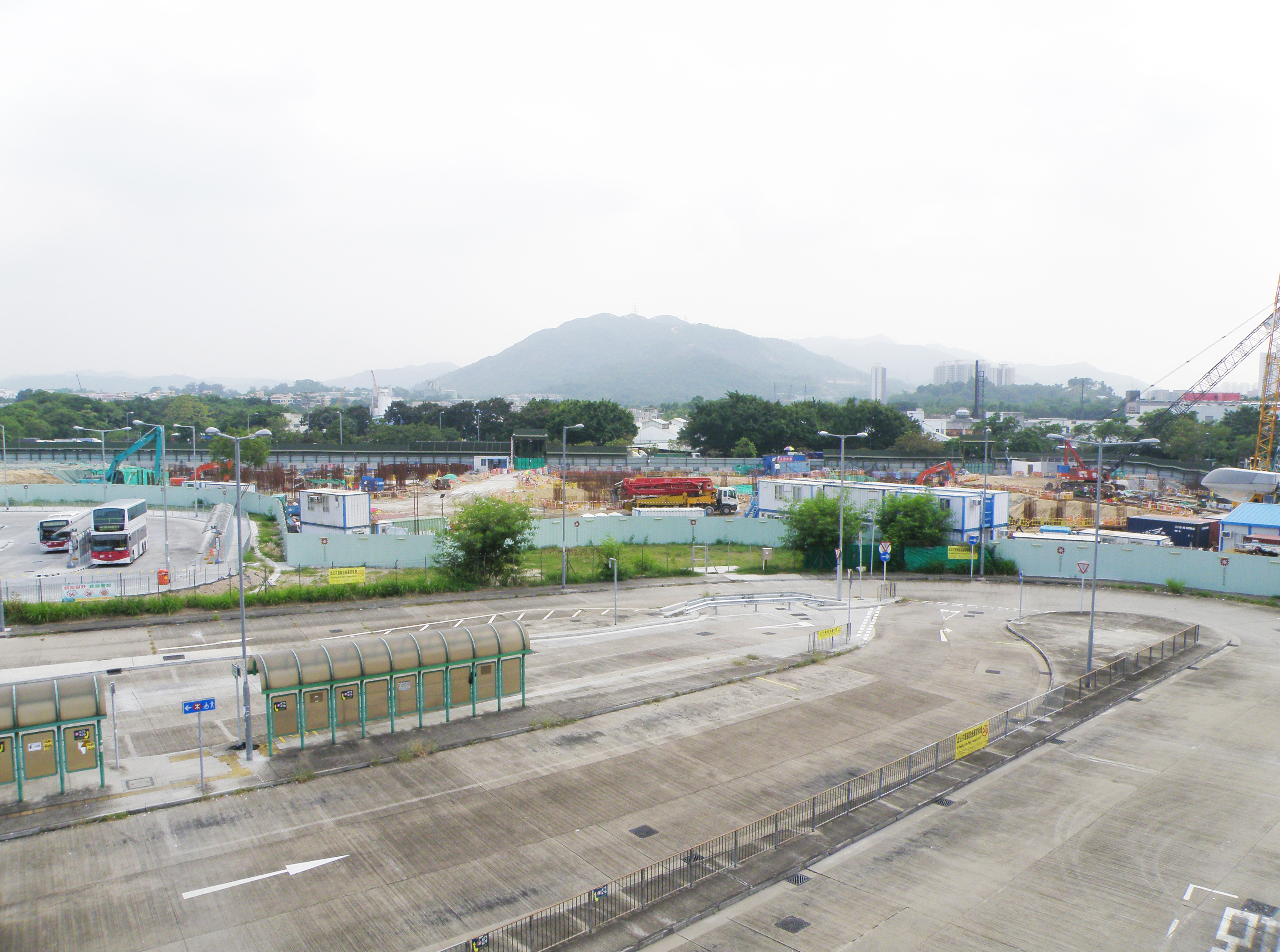
建造中的屏欣苑（2015年9月）
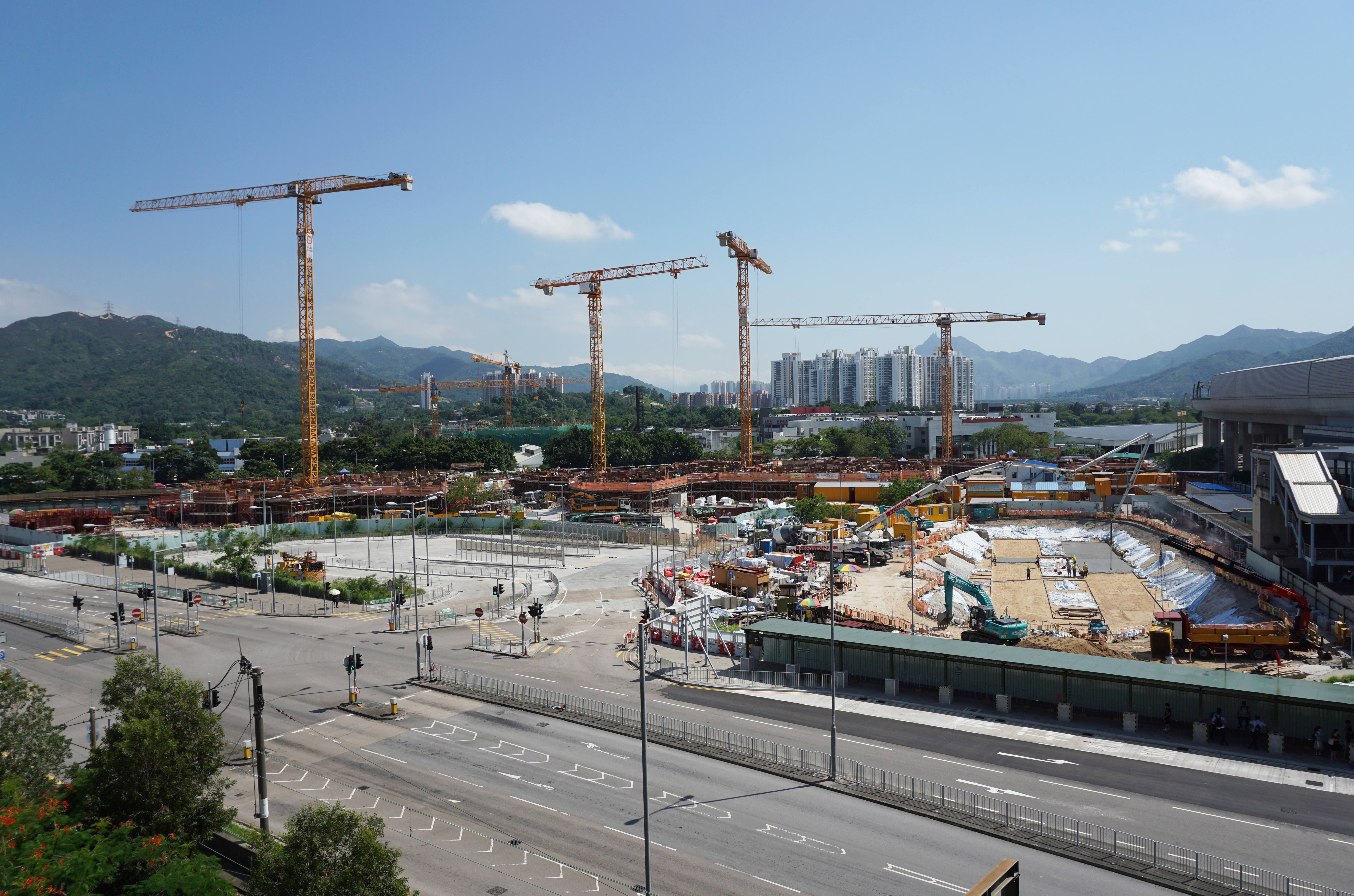
建造中的屏欣苑（2016年6月）
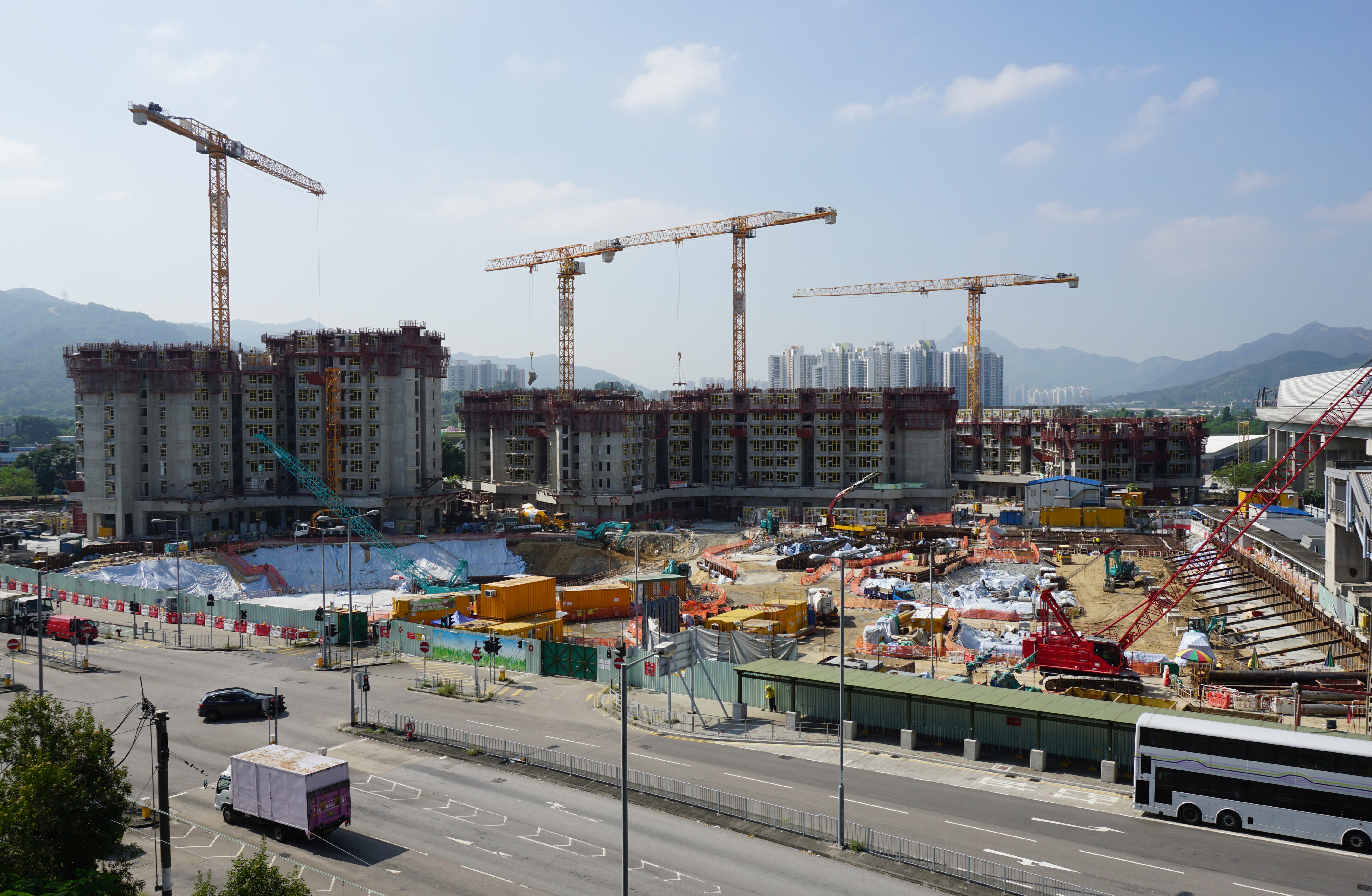
建造中的屏欣苑（2016年11月）
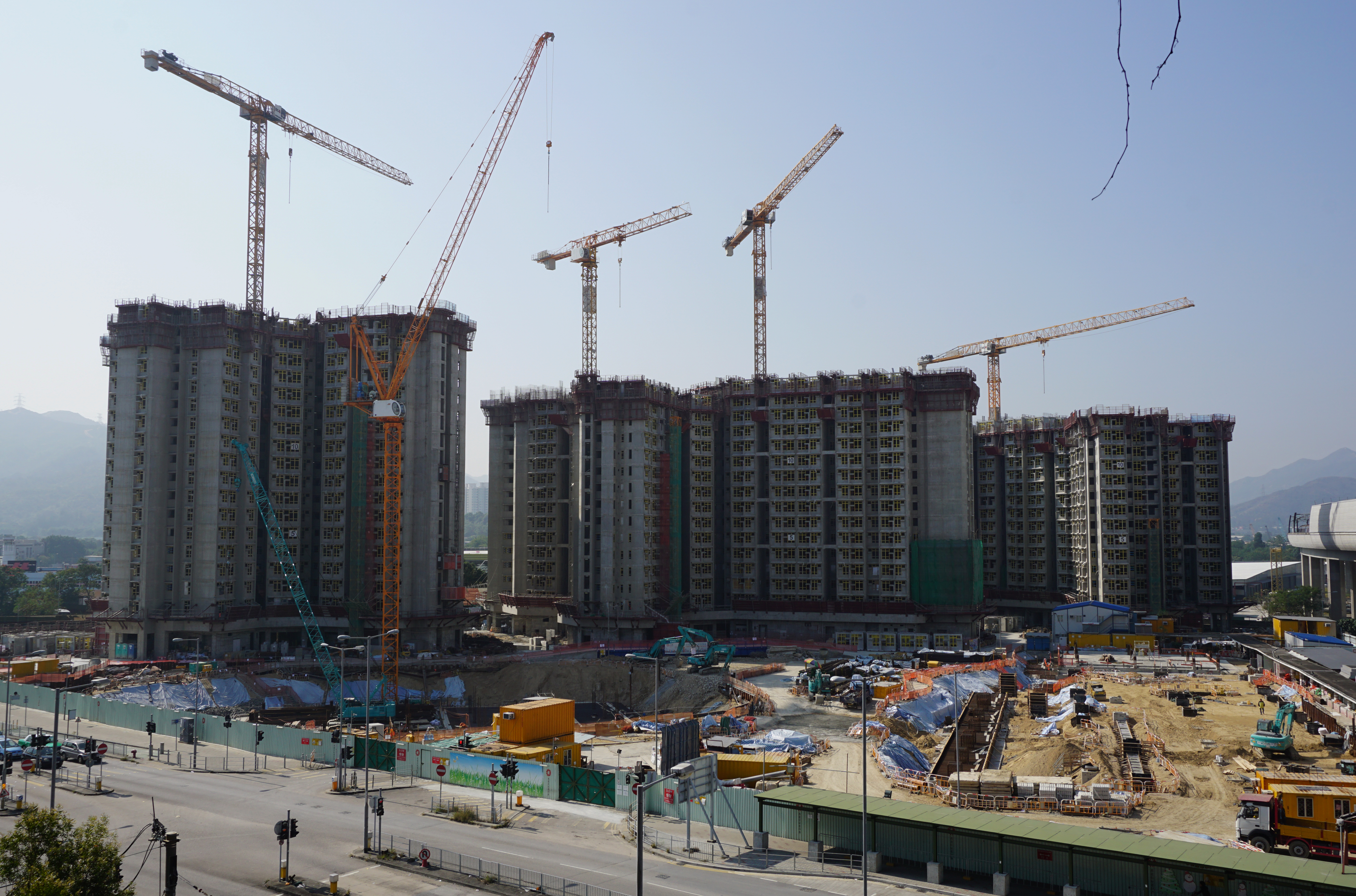
建造中的屏欣苑（2017年1月）
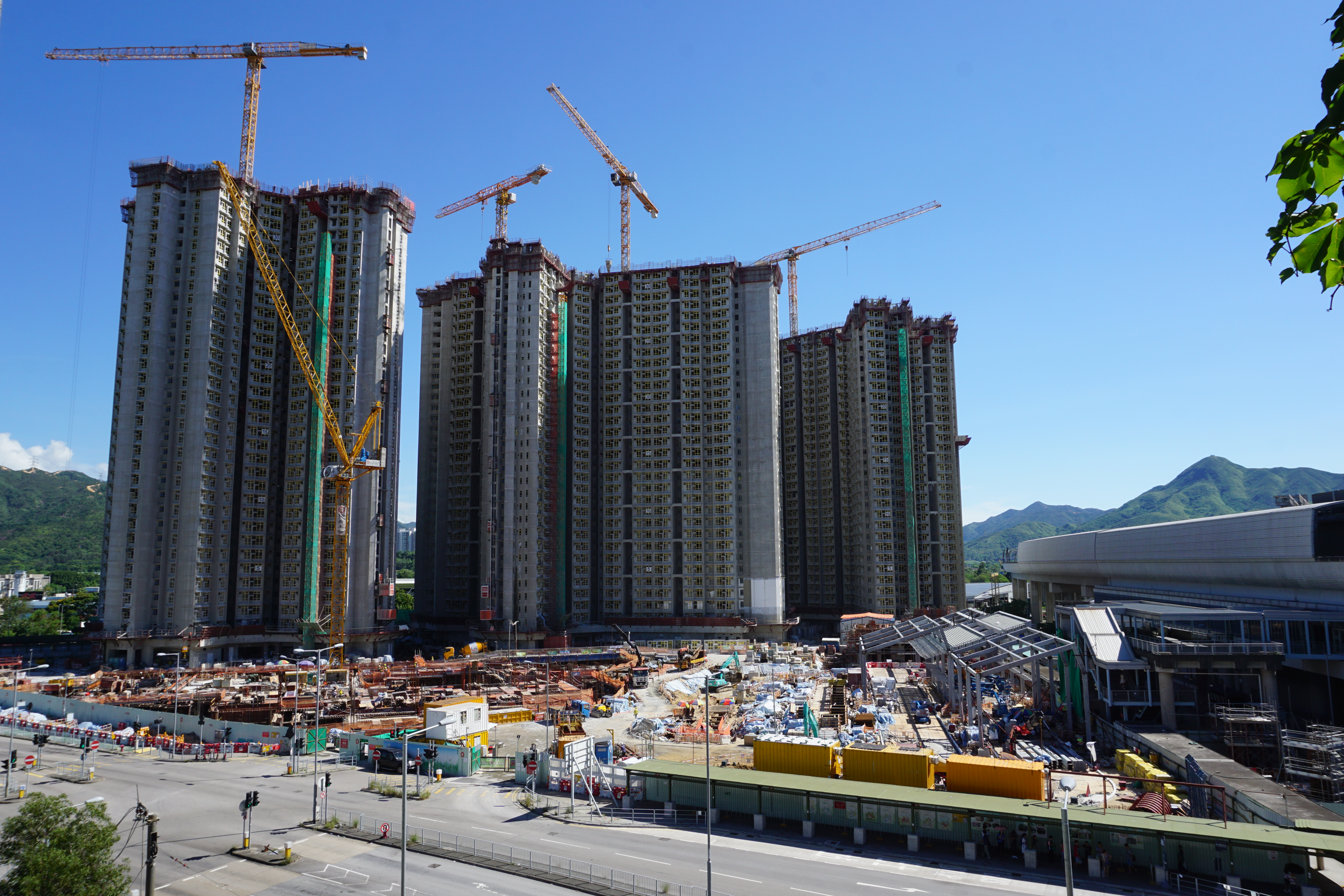
建造中的屏欣苑（2017年6月）
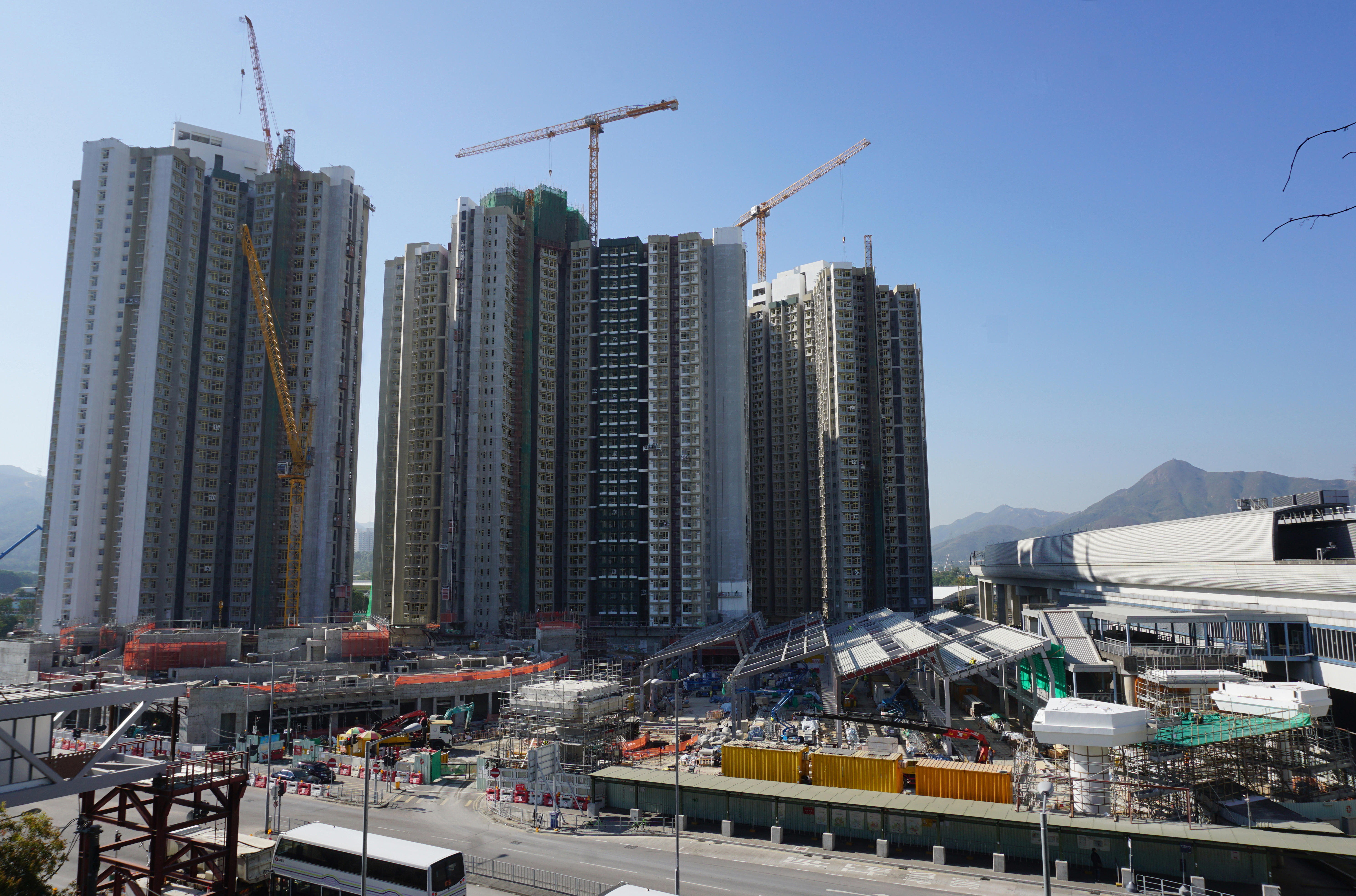
已平頂的屏欣苑（2017年12月）
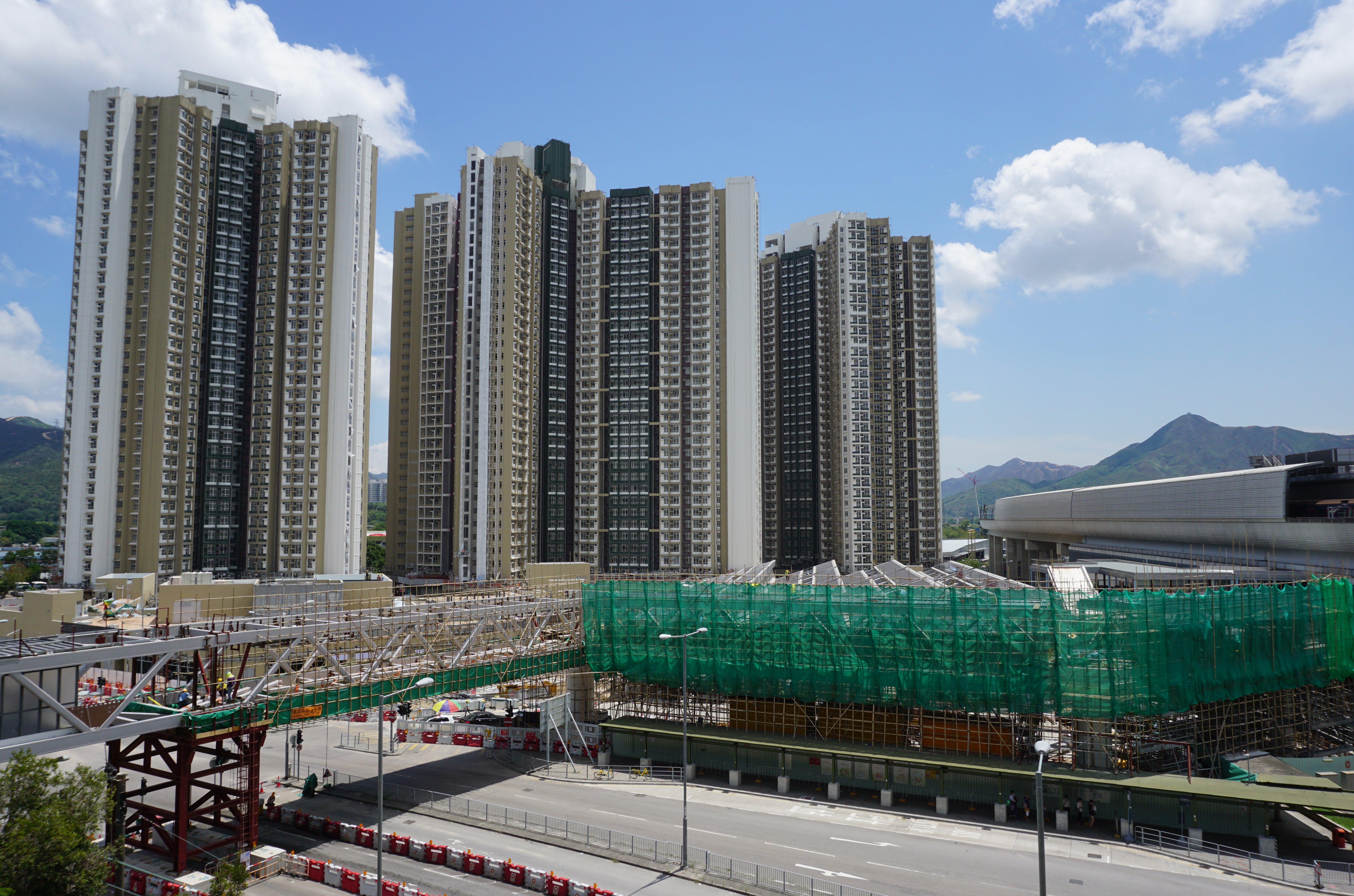
屏欣苑地盤（2018年5月）
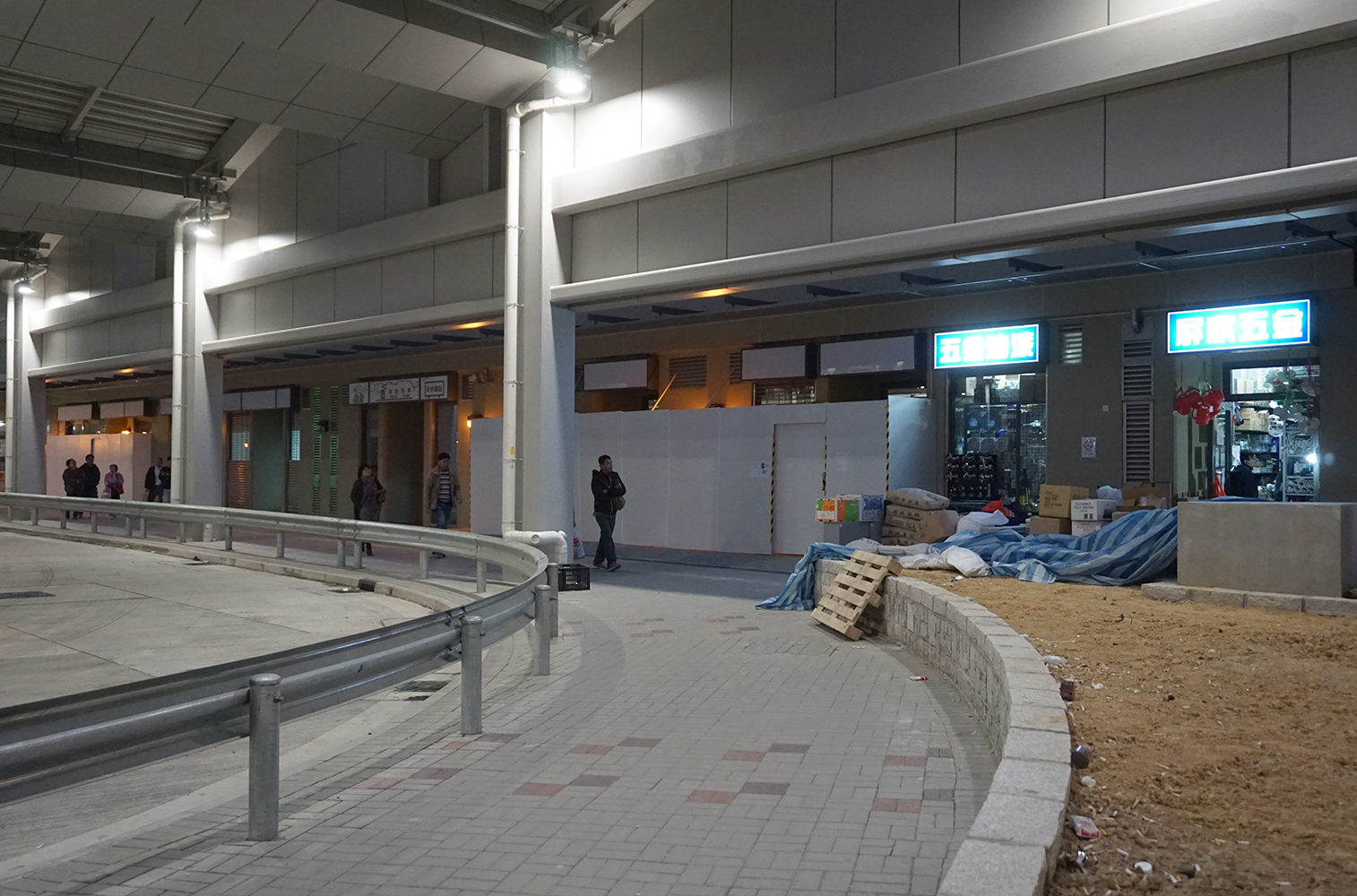
屏欣商場近巴士站的裝修中商店（2018年12月）
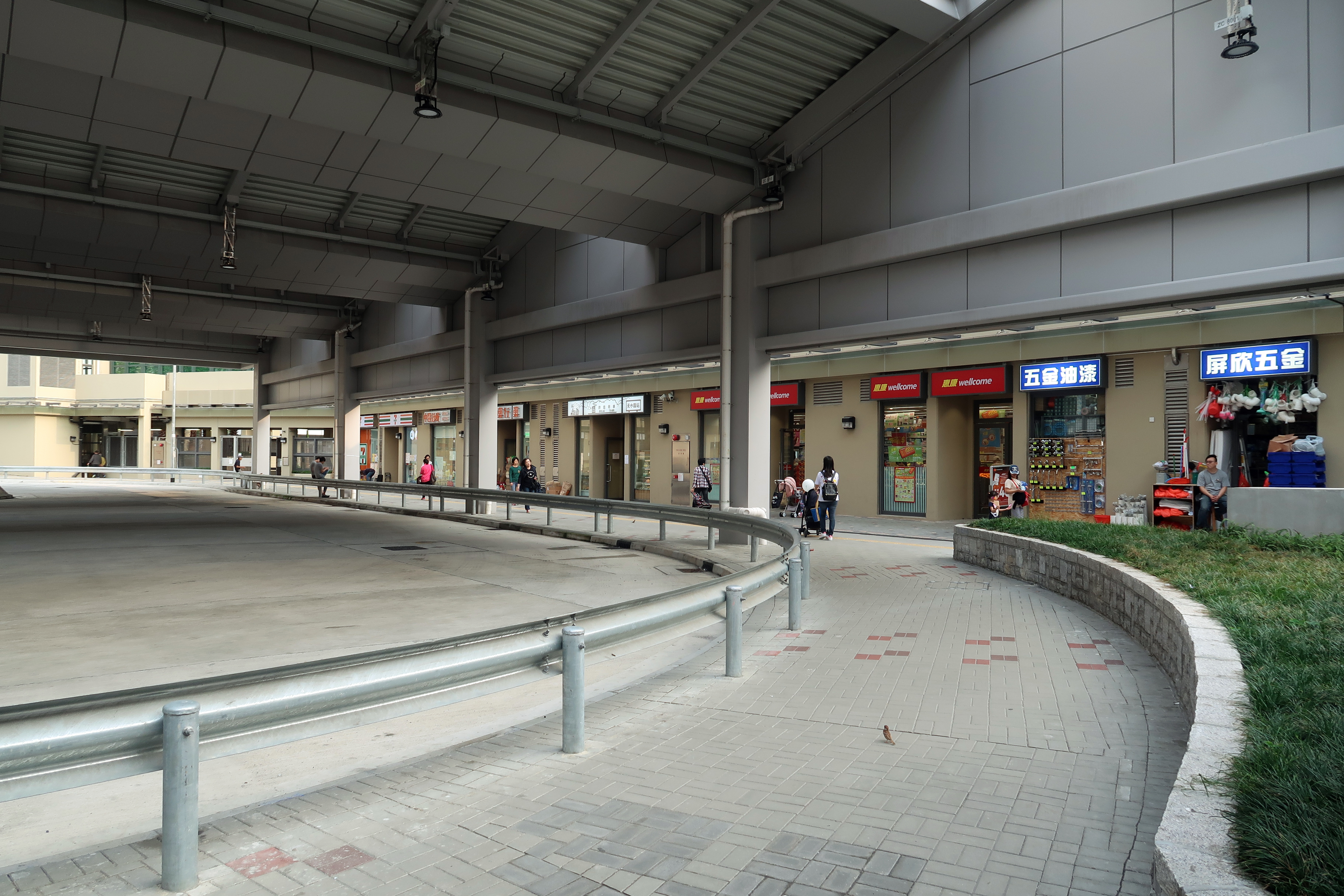
屏欣商場近巴士站的商店

## 交通
屏欣苑旁為天水圍站公共運輸交匯處，有多綫巴士途經。公共運輸交匯處旁為屯馬綫天水圍站。此外，公共運輸交匯處以北的屏廈路亦有多綫巴士小巴途經。

## 鄰近建築
屏欣苑毗連天水圍站，為天水圍及屏山區內最接近重鐵車站的屋苑。屏欣苑位於洪水橋新發展區範圍，屋苑南及西面橋發街及橋旺街一帶有不少工廠，但都是低密度的倉庫建築，環境尚算清靜，不會遮擋中高層單位視線，東可眺望大棠及大帽山，南可遠望屯門兆康苑一帶，C座甚至可西望深圳灣大橋。附近配套齊全，屏欣苑自設商場及街市，屋苑北面為天盛苑以及天耀邨，均設商場，天盛苑更設街市，屋苑東面有屏山天水圍文化康樂大樓，內設屏山天水圍公共圖書館、室內游泳池及體育館。
隨著伴隨屋苑同時興建的行人天橋2018年底建成，住戶可無須橫過馬路而直達文化康樂大樓。按照新鴻基地產計劃，屋苑西面地段將興建商廈及商場。

## 區議會議席分布
2019年，屏欣苑與天盛苑A、B、C、D及G座劃入新設的盛欣選區，前區議員為朱凱迪新西團隊的成員區國權。

## 問題
有驗樓師發現單位有不少問題，質素不能接受。如喉碼多鏽漬、浴室外牆有不少鑽錯洞問題，會有滲水風險，而且天花和牆身不平滑，其中牆身更出現大量「沙眼」（即細小的洞），嚴重影響外觀。

### 相關問題新聞
- 升降機感應系統壞《香港01》（页面存档备份，存于） [12]
- 逾米高廢料淹沒升降機《香港01》（页面存档备份，存于） [13]

## 事件
- 2019年7月9日，備受爭議的網絡紅人劉駿軒於屏欣商場內一食肆，疑因爭執而被三名疑似餐廳職員的男子毆打。[14]

## 外部連結
- 香港房屋委員會 - 出售居者有其屋計劃單位2016 屏欣苑（页面存档备份，存于）
- 房委會物業位置及資料 屏欣苑 （页面存档备份，存于）